# Конюхов, Иван Семёнович
Конюхов Иван Семенович (1791—18 августа 1881) — глава города Кузнецка Томской губернии.
Родился и умер в городе Кузнецке, сейчас это часть Новокузнецка. Был купцом третьей гильдии. Службу начал в 1820 году в возрасте 29 лет. Являлся кандидатом в главы города, городским судьёй и председателем городской Думы. В 1870 написал книгу «Кузнецкая летопись».